# Quercus tottenii
Quercus tottenii är en bokväxtart som beskrevs av Lionel Melvin. Quercus tottenii ingår i släktet ekar, och familjen bokväxter.
Artens utbredningsområde är North Carolina. Inga underarter finns listade i Catalogue of Life.